# 120 mm armata wz. 78/09/31
Il 120 mm Armata wz. 78/09/31 e il 120 mm Armata wz. 78/10/31 erano cannoni campali pesanti realizzati in Polonia e utilizzati dalla stessa durante la seconda guerra mondiale e dalla Finlandia durante la guerra di continuazione.

## Storia
Dopo la sconfitta degli Imperi centrali durante la prima guerra mondiale, gli Alleati accettarono di ricostituire lo Stato polacco sui territori che erano stati precedentemente erano stati spartiti tra Impero tedesco, Impero austriaco e Impero russo. Le forze armate polacche della Seconda Repubblica ereditarono dagli occupanti una grande varietà di armamenti tedeschi, russi e austriaci. Inoltre la Polonia ricevette assistenza tecnica e armi dalla Francia per la ricostruzione delle proprie forze dopo la prima guerra mondiale. Un grande numero di armi russe furono inoltre catturate durante la guerra sovietico-polacca, quando l'Armata Rossa venne sconfitta durante la battaglia di Varsavia nel 1920..
Il 120 mm Armata wz. 78/09/31 e il 120 mm Armata wz. 78/10/31 erano il risultato della combinazione della bocca da fuoco del cannone ad affusto rigido 120 mm L Mle. 1878 fornito dai francesi con gli affusti elastici rispettivamente degli obici russi di preda bellica 152 mm M1909 e 152 mm M1910. La denominazione dei pezzi deriva dalle date di produzione di ciascuna componente utilizzata: "78" indicava la canna del Mle 1878, "09" e "10" indicavano rispettivamente gli affusti M1909 e M1910, "31" indicava il 1931 come anno di completamento del progetto e inizio della produzione.

### Cannon de 120 mm L mle 1878
Il Mle 1878 era un cannone a retrocarica con otturatore a vite interrotta tipo de Bange con munizioni a cariche separate a cartoccio-sacchetto. L'affusto a coda unica, privo di scudo, era a due ruote con raggi in legno e cerchi in acciaio, con un asse non ammortizzato e nessun meccanismo di rinculo. Rispetto al "fratello maggiore" 155 mm L Mle. 1877, il Mle 1878 era più leggero, aveva pressoché stesse gittata e rateo di fuoco, ma con un proietto più leggero. Il pezzo era classificato come cannone "de siege et de place", ovvero da assedio e da fortezza, destinato alle fortificazioni del sistema Séré de Rivières. In linea con questa destinazione d'impiego era l'altezza dell'affusto, che consentiva alla canna di sporgere al di sopra dei parapetti e di effettuare il fuoco di controbatteria a lungo raggio e basso angolo di tiro. Sebbene fosse un'arma antiquata già al tempo della prima guerra mondiale, era disponibile in gran numero e il suo proiettile pesante e la lunga gittata la rendevano un'arma utile, tnato che molte erano ancora in uso durante la seconda guerra mondiale.
Un altro inconveniente del Mle 1878 era l'alto baricentro; aveva la tendenza ad affondare su terreno soffice e, poiché era stato progettato per essere trainato a bassa velocità da una squadra di cavalli, le sue ruote con cerchi in acciaio e raggi in legno erano troppo fragili per essere trainati ad alta velocità da mezzi meccanici. Una delle prime modifiche per rendere i cannoni adatti all'uso sul campo fu l'installazione di cingoli Bonagente sulle ruote per migliorare la stabilità e ridurre la pressione al suolo su terreni morbidi. Inoltre essi frenavano parzialmente il rinculo ed evitavano un'ampia preparazione del sito per mettere in batteria i cannoni. Questi fattori rendevano il pezzo francese inadatto a qualsiasi impiego diverso dalla difesa statica durante la seconda guerra mondiale.

### Schneider 152 mm M1909 e 152 mm M1910

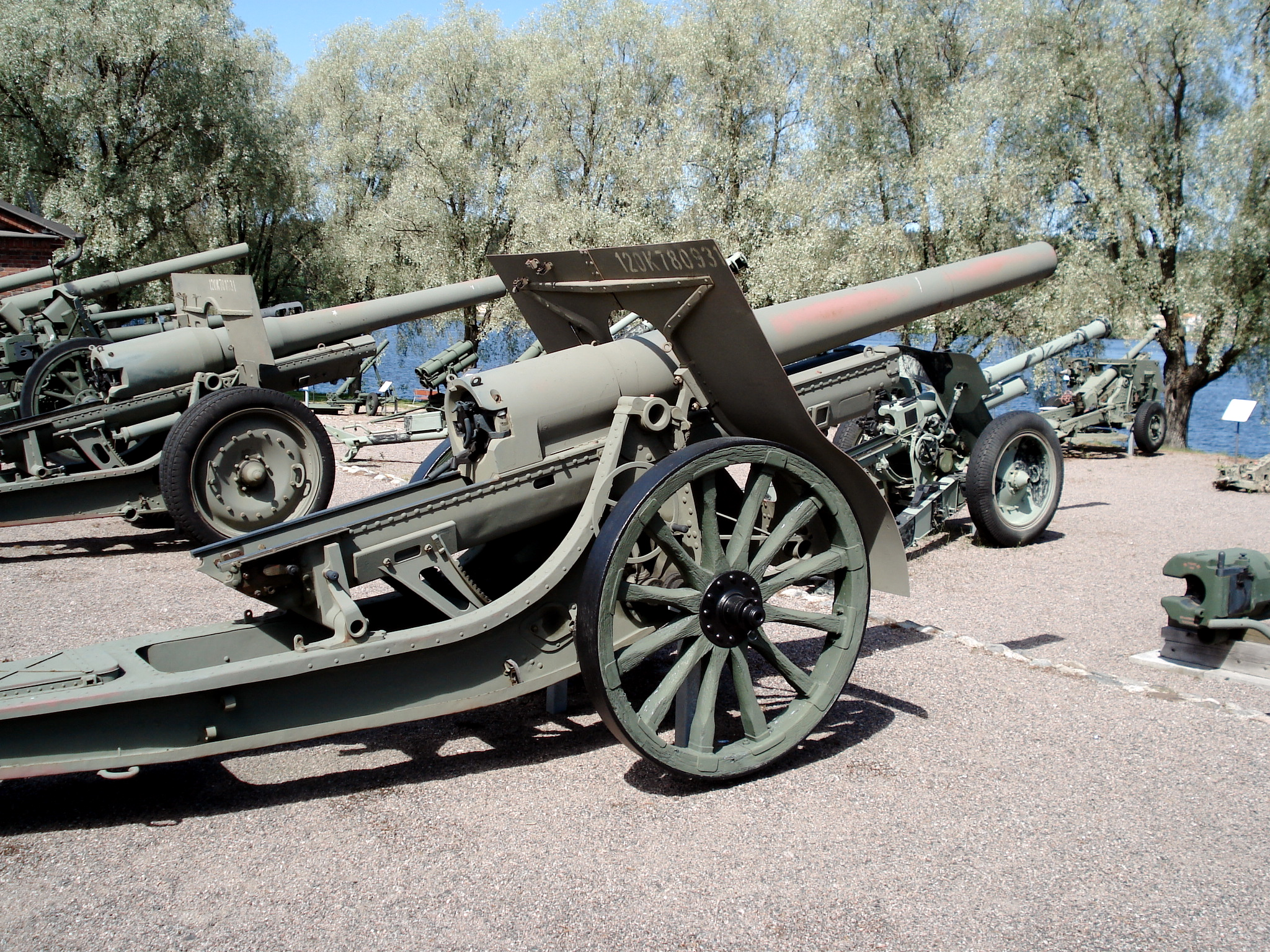
Un 120 mm armata wz. 78/09/31 con ruote in legno a Hämeenlinna

Gli obici M1909 e M1910 furono ordinati dall'Esercito imperiale russo sull'onda della sconfitta subita durante la guerra russo-giapponese. In questa fase di rinnovamento degli arsenali, le forze armate russe del tempo erano fortemente dipendenti da progetti francesi e tedeschi. I due obici erano progettati dalla compagnia francese Schneider-Cresout e vennero prodotti in Russia in grandi numeri su licenza presso le officine Putilov e Motowilichinskije sawody. Il più pesante M1909 era designato kryepostnaya gaubitsa, "obice da fortezza", mentre il più leggero M1910 era un polevaya gaubitsa, "obice campale". Le due armi avevano prestazioni similari ma freno di sparo e scudatura diversi.
I due obici erano di disegno convenzionale per l'epoca. Avevano un affusto a coda singola con ruote a raggi in legno cerchiate in acciaio, uno scudo a protezione dei serventi e un freno di sparo sotto la canna. La bocca da fuoco aveva otturatore a vite interrotta ed era caricata a cartoccio-bossolo separato: nella culatta veniva inserito prima il proietto, con l'ausilio di una cucchiaia integrata nell'affusto, poi le cariche di lancio contenuta in un bossolo di ottone. L'affusto consentiva una elevazione da -3° a +45° Allo scoppio della Grande Guerra, il M1910 era l'obice più moderno in servizio in Francia, cosicché il suo affusto venne utilizzato anche per i successivi modelli Schneider 105 mm Mle. 1913, 107 mm M1910, Schneider 155 mm C Mle. 1917 e 120 mm Mle 1915 TR prodotti dalla Schneider-Cresout.
Il vantaggio dei M1909/1910 rispetto al MLe 1878 era costituito dal freno di sparo che consentiva una più alta cadenza di tiro, poiché il pezzo non doveva essere riposizionato dopo ogni colpo. Inoltre disponevano di una cucchiaia di caricamento integrata per velocizzare il caricamento. L'affusto degli obici erano più resistenti e consentivano una migliore mobilità. Lo svantaggio degli obici era invece la ridotta gittata e quindi la vulnerabilità al fuoco di controbatteria.

### Processo di conversione

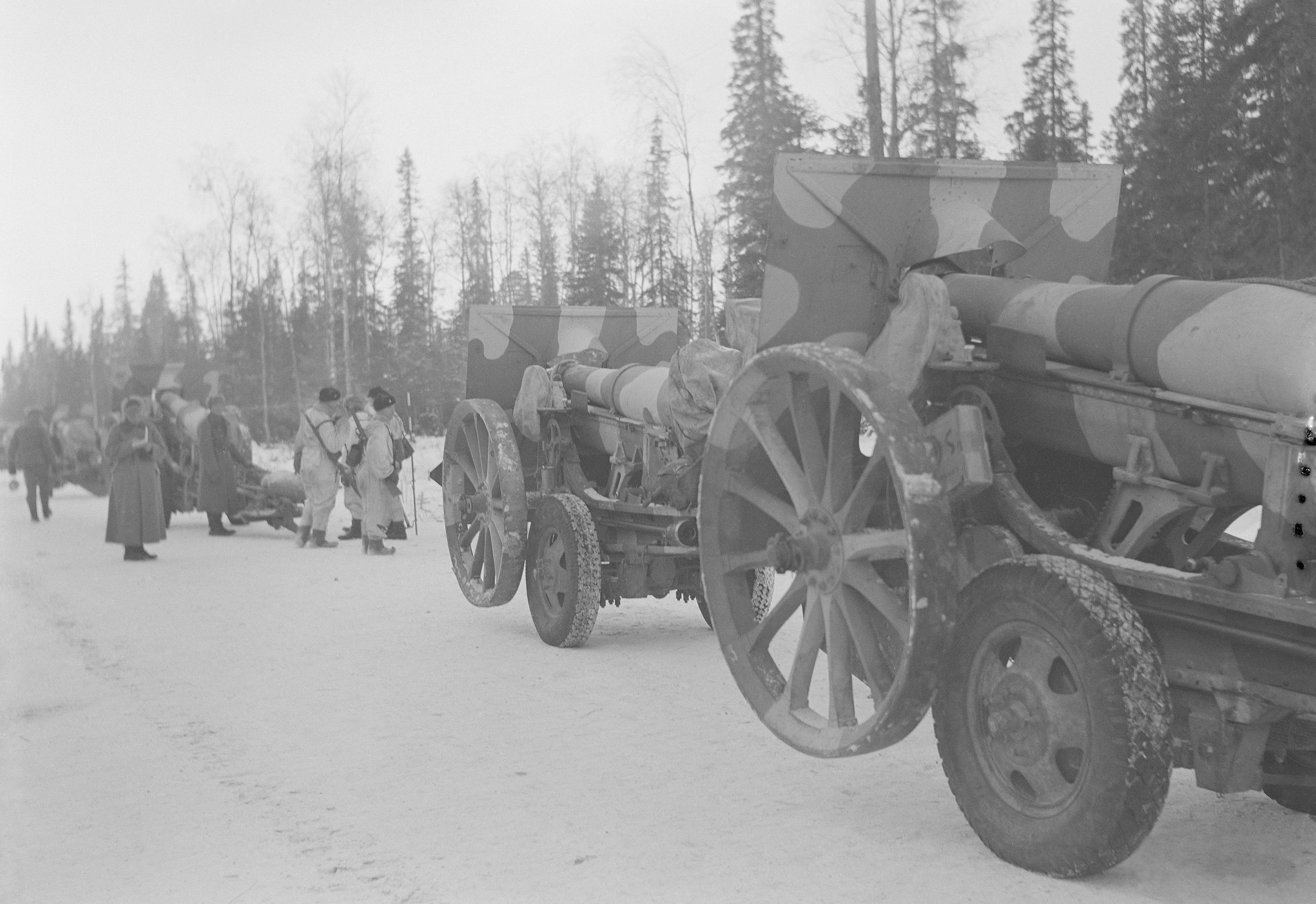
Artiglieria finlandese in azione vicino Murmansk

Nel 1931 presso l'arsenale di Starachowice iniziò la conversione di bocche da fuoco e affusti per creare il "120 mm Armata wz. 78/09/31" e il "120 mm Armata wz. 78/10/31". Si stima che vennero modificati 43 cannoni, consegnati all'esercito polacco. Un vantaggio del M1909/1910 era che il freno di sparo era integrato nell'affusto e la bocca da fuoco poteva essere scollegata da questo e trasportata su una vettura separata oppure poteva essere arretrata e fissata all'affusto per un trasporto più agevole. Questa caratteristica costruttiva intrinseca consentiva di equipaggiare l'affusto con bocche da fuoco più lunghe o più corte o di calibro maggiore.
Per accoppiare la bocca da fuoco Mle 1878 con l'affusto M1909/1910 la canna venne ruotata di 180°, cosicché l'otturatore si aperiva verso destra invece che verso sinistra. Il meccanismo di rinculo venne ricalibrato per la nuova canna più lunga. La camera di scoppio venne allargata e rinforzata per accogliere fino a sei cariche di lancio e l'otturatore de Bange venne modificata per utilizzare moderni inneschi. L'affusto poteva conservare le originali ruote a raggi in legno cerchiate in acciaio per la trazione animale oppure poteva montare le ruote pneumatiche con assale ammortizzato per il traino motorizzato ad alta velocità e su terreni cedevoli.
Affusto e freno di sparo M1909/1910 vennero utilizzati per modernizzare il cannone L Mle. 1877, utilizzandone la bocca da fuoco per realizzare, durante la prima guerra mondiale, i pezzi Schneider 155 mm L Mle 1877/14, Schneider 155 mm L Mle 1917 e Schneider 155 mm L Mle 1918. In questo modo francesi e polacchi riuscirono a modernizzare pezzi da 120 mm e 155 mm esistenti, realizzando artiglierie mobili e a lungo raggio e sfruttando ampie scorte di munizioni già disponibili. In particolare questi pezzi si rivelarono superiori ai paricalibro sovietici modernizzati 122 mm M1910/30 e 152 mm M1909/30 e paragonabili ai nuovi 122 mm M1938 e 152 mm M1938.

## Utilizzatori

### Polonia
In Polonia il cannone da 120 mm L Mle 1878 aveva ricevuto la denominazione armata wz. 1878. La prima unità polacca ad utilizzare il pezzo fu l'Armata Blu del generale Józef Haller, creata in Francia nel 1917 e dotata di 48 pezzi, assegnati a due reggimenti di artiglieria pesante. Dopo la fine della guerra, l'Armata Blu rientrò in Polonia con i cannoni al seguito. Nel primo dopoguerra la Polonia ricevette altri wz. 1878, per un totale di 54 pezzi negli arsenali nel 1931. Alcuni vennero modernizzati con canne a rigatura costante invece che progressiva, denominati wz. 1878/16.
I polacchi utilizzarono diversi tipi di ruote per migliorare la mobilità del pezzo. Alcuni affusti mantennero le ruote in legno e acciaio per il traino animali, mentre altri ricevettero ruote pneumatiche ammortizzate per il traino con i trattori d'artiglieria semicingolati Citroën-Kégresse P14 o C4P. Nel 1935 la Polonia disponeva di 32 wz. 1878/09/31 (più 4 in riserva con dotazioni incomplete) e 6 wz. 1878/10/31, per un totale di 42 pezzi. A questi si aggiungevano 13 bocche da fuoco wz. 1878 di riserva.
Nel 1939 erano operativi tre battaglioni (dywizjon) di artiglieria pesante, ognuno su 12 pezzi, che erano tenuti di riserva. Di questi il 46º e il 47º Battaglione di artiglieria pesante erano a traino animale, mentre il 6º era motorizzato. Tutti e tre i reparti entrano in azione nella difesa della Polonia, fronteggiando unità tedesche e sovietiche. Dopo l'occupazione tedesca della Polonia, 24 pezzi superstiti vennero venduti alla Finlandia.

### Finlandia
Nell'autunno del 1940, la Finlandia acquistò 24 pezzi e 46 200 munizioni dalla Germania. Tredici pezzi arrivarono con la nave Inga il 2 ottobre 1940, i restanti con la nave Widor il 9 ottobre successivo. Nella nomenclatura finlandese il Mle 1878 non modificato era designato "120 K/78", mentre il pezzo modernizzato "120 K/78-31". Poiché il K/78 era già in servizio in Finlandia, risultava disponibile una adeguata scorta di munizioni. Durante la guerra di continuazione entrambi i modelli furono assegnati a quattro battaglioni di artiglieria pesante, presso i quali si guadagnarono la reputazione di pezzi resistenti e di buona qualità, ma i nuovi inneschi si rivelarono problematici ed il freno di sparo non affidabili con il freddo finlandese. Due pezzi andarono perduti nel 1944. Dopo la guerra i pezzi rimanenti vennero posti in riserva, per essere radiati negli anni sessanta.